# Mappa mentale

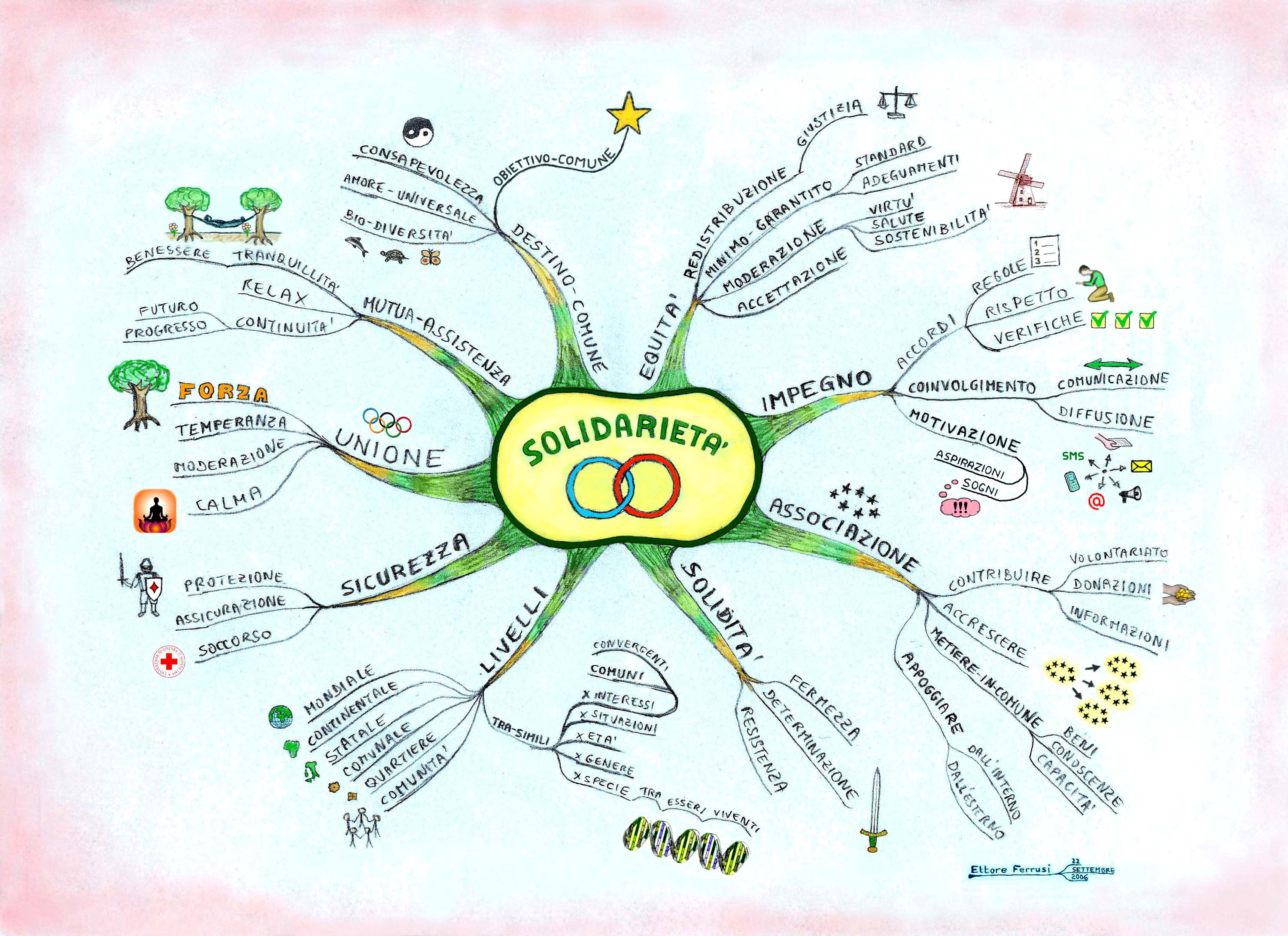
Esempio di mappa mentale relativa al concetto di solidarietà

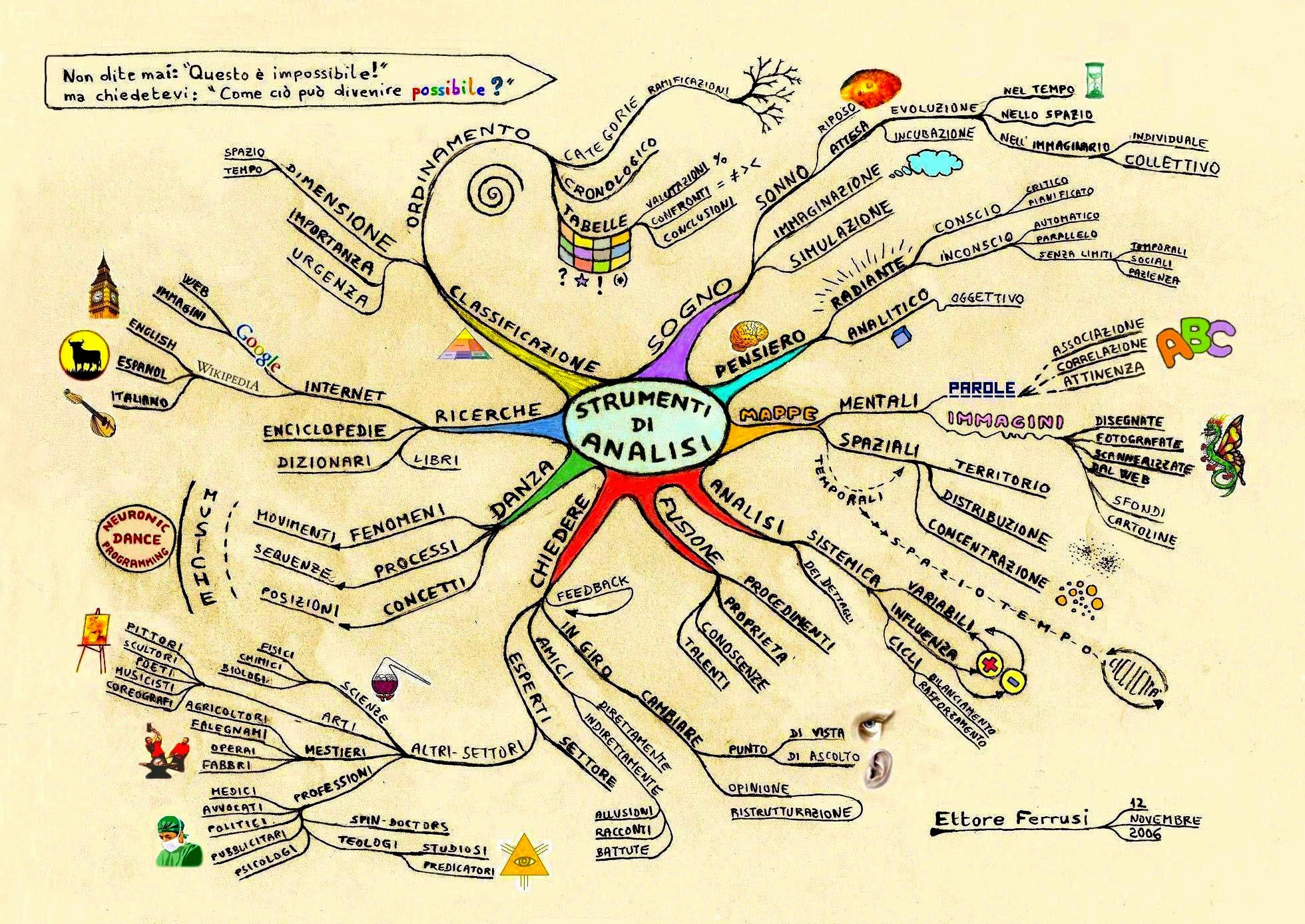
Esempio di mappa mentale sul tema degli strumenti di analisi

Una mappa mentale (mind map) è una forma di rappresentazione grafica del pensiero teorizzata dal cognitivista inglese Tony Buzan, a partire da alcune riflessioni sulle tecniche per prendere appunti. Il fine consiste nel rafforzare la memoria visiva e quindi la memorizzazione di concetti e informazioni in sede di richiamo. Non vanno confuse con altri tipi di mappe come la mappa concettuale dalla quale si differenzia sia per la strutturazione, sia per il modello realizzativo, sia per gli ambiti di utilizzo.

## Descrizione

### Struttura
Le mappe mentali hanno una struttura gerarchico-associativa. Questo significa che sono solo due le tipologie di connessioni che possono essere create:
- gerarchiche (dette anche rami) che collegano ciascun elemento con quello che lo precede;
- associative (dette anche associazioni) che collegano elementi gerarchicamente disposti in punti diversi della mappa.

La struttura portante di una mappa mentale è sempre gerarchica; le relazioni associative aiutano ad aumentarne l'espressività, evidenziando la presenza di legami trasversali mediante frecce. Essendo gerarchica, la mappa mentale ha necessariamente anche una geometria radiale (che quindi dal centro si propaga verso l'esterno): all'elemento centrale troviamo collegati degli elementi di primo livello, ciascuno dei quali può essere collegato con elementi di secondo livello e così via. In genere la disposizione grafica degli elementi è a raggiera, ma è possibile estendere queste considerazioni anche ad altre forme di connessione, come quella a spina di pesce oppure ad albero.

### Modello realizzativo
La mappa mentale è uno strumento votato alla creatività, alla memorizzazione, all'annotazione in chiave personale. Per questo il suo ideatore Tony Buzan ha formulato il suo modello incentrandolo sull'evocatività: tutti gli elementi di una mappa mentale devono essere ricchi di immagini fantasiose e colorate, perché da un lato rendono gradevole la rappresentazione, dall'altro stimolano l'emisfero cerebrale destro, le cui funzioni supportano facoltà come la creatività, la memoria, l'associazione mentale. Inoltre gli elementi devono essere descritti con singole parole chiave e non con periodi estesi, così da lasciare spazio a nuove associazioni e a possibili integrazioni, fantasia, l'intuizione. Per questa ragione è importante che una mappa mentale venga prodotta a colori fin dalle prime fasi di realizzazione, e non colorata in un secondo momento.
Il modello realizzativo delle mappe mentali è essenzialmente associazionista: si procede inserendo e ricombinando dinamicamente gli elementi nella mappa, utilizzando una struttura gerarchico-associativa e applicando il processo di associazione mentale. In tal senso è grande la differenza con le mappe concettuali, che sono impostate secondo un modello connessionista (sono previsti due momenti distinti: quello dell'individuazione dei concetti e quello della loro combinazione).
È importante notare che una mappa mentale non ha un'impostazione gerarchica assoluta ma di contesto e dispone gli elementi intorno a un centro secondo una raggiera: ciò che sta al centro è il punto di partenza, ciò che si colloca radialmente è punto intermedio di un processo associativo virtualmente infinito. Tra i vari elementi della mappa non vi è un vincolo di inclusione: per esempio, se il punto di partenza fosse il "cinema", potrei pensare al "tempo libero" come elemento di primo livello, ma se partissi dal "tempo libero" potrei tranquillamente associargli al primo livello il "cinema", rispettando comunque il principio associazionista.

### Solution map
Le solution map per molti aspetti sono un compromesso tra l'evocatività delle mappe mentali e l'espressività tipica delle mappe concettuali. In tal senso possono essere considerate sia mappe cognitive, sia mappe creative.

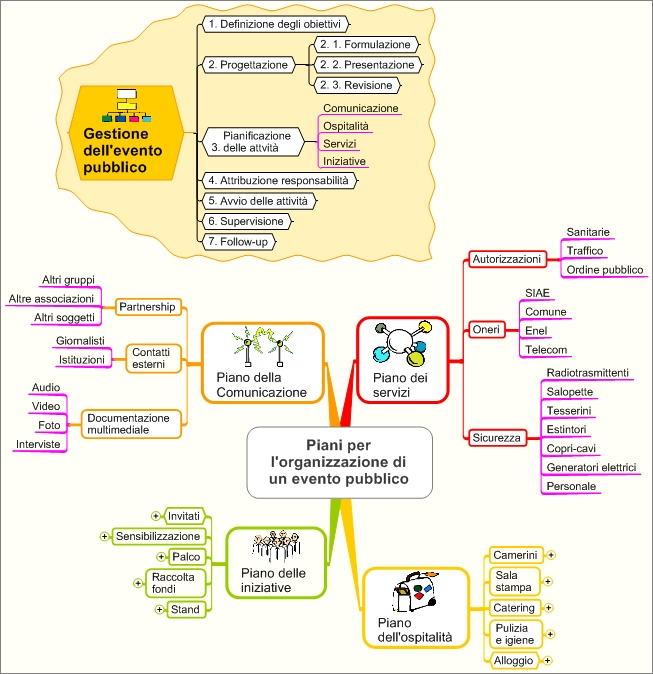
Esempio di solution map, sull'organizzazione di un evento pubblico

Le solution map sono caratterizzate da:
- una strutturazione gerarchica - associativa: come le mappe mentali, le solution map sono realizzate collegando rami e sottorami , in modo che ciascun elemento abbia un solo antecedente. Questa è la loro primaria connotazione strutturale ma, poiché in alcuni casi è necessario evidenziare dei legami trasversali tra gli elementi della mappa, è possibile introdurre alcuni "legami associativi" che prescindono dalla gerarchia;
- l'uso pervasivo dell'evocatività: come le mappe mentali, anche nelle solution map si fa largo uso di immagini, colori, simboli, che possano stimolare il processo associativo e quindi la creatività. Anche il testo può essere utilizzato in questo senso, introducendo parole che abbiano una valenza evocativa;
- la rappresentazione di concetti articolati: come nelle mappe concettuali e al contrario di quanto avviene nelle mappe mentali, nelle solution map è possibile introdurre del testo esteso, per descrivere in modo sintetico ma preciso concetti/idee/informazioni. In questo caso, dunque, la forza evocativa del testo viene subordinata alla sua chiarezza espressiva;
- l'impiego di codifiche: la chiarezza nelle solution map è raggiunta anche introducendo codifiche, come quelle iconiche, cromatiche, testuali e posizionali. Queste aiutano a rappresentare in modo sintetico e a creare convenzioni;
- il supporto tecnologico: le solution map si avvalgono di software, che ne agevolano la visualizzazione e la condivisione, ma soprattutto la fruizione. Una solution map, infatti, è quasi sempre legata alle funzionalità del sistema che ha permesso di realizzarla e che consente di impiegarla, ad esempio per generare un documento di testo, una struttura web o la WBS di un progetto.

Poiché possono essere sia strumenti creativi, sia strumenti cognitivi, il registro del loro utilizzo può variare dinamicamente: una solution map potrebbe nascere come mappa creativa, evolversi in tal senso raccogliendo idee e spunti, iniziare a strutturare informazioni sintetiche, articolarsi maggiormente e trasformarsi infine in una mappa cognitiva a tutti gli effetti.
Se per un verso questo stempera gli aspetti peculiari della solution map come mappa cognitiva o come mappa creativa, per l'altro rende le solution map strumenti particolarmente versatili, che possono essere impiegati in una grande varietà di modi/contesti/situazioni, anche al di fuori degli ambiti tipici delle mappe mentali e delle mappe concettuali.
Tipici contesti applicativi delle solution map sono:
- Gestione di progetti e commesse
- Gestione imprenditoriale
- Gestione strategica
- Ricerca, sviluppo e innovazione
- Apprendimento e formazione
- Sistema qualità
- Diffusione della conoscenza
- Gestione delle informazioni
- Gestione del ciclo PDCA

### Strumenti digitali
Tony Buzan ha sempre raccomandato la realizzazione delle mappe mentali su carta, perché la manualità e la sensorialità del disegno manuale stimolano l'emisfero cerebrale destro che sono preposte alla creatività, alla fantasia, all'intuizione, attingendo sia a quanto si trova nella sfera del cosciente, sia a quanto si trova fuori da essa (subcosciente e inconscio).
Negli ultimi anni in molti si sono impegnati a sviluppare software per introdurre questi stessi principi in ambienti di office automation, con risultati più o meno rispondenti all'impostazione di Buzan.
Questi applicativi in genere permettono di realizzare in digitale mappe analoghe a quelle mentali, in quanto:
- strutturate secondo un modello gerarchico - associativo;
- particolarmente ricche e curate dal punto di vista grafico.

Di converso l'uso di strumenti informatici consente di produrre delle rappresentazioni che escono dal modello originale di Buzan. In tal senso ad esempio la possibilità di inserire nella mappa del testo esteso, oppure dei codici iconico-cromatici:
- per un verso consente di realizzare mappe utilizzabili anche in chiave operativa (ad es. per progettare, documentare, presentare, ...);
- per l'altro può ridurre l'efficacia dello sviluppo in chiave creativa, avvicinando la mappa realizzata al modello delle mappe concettuali.

Per colmare il divario tra queste mappe digitali (anch'esse dotate di struttura gerarchico-associativa) e il modello originale delle mappe mentali di Buzan (caratterizzate dall'essere disegnate su carta) è stato introdotto in letteratura il termine Solution map: mappe mentali digitali, con tutti i vantaggi e gli svantaggi che derivano dall'utilizzo di software per il disegno e la fruizione.
Allo scopo, esistono sia dei software opensource che dei software proprietari. Appartengono alla prima categoria programmi come FreeMind e Freeplane, due applicazioni di mappatura mentale gratuite scritte in Java e multi piattaforma, XMind, un prodotto multipiattaforma in grado di gestire diversi tipi di diagrammi e mappe e Diagrams o Draw.io , un programma che può essere utilizzato nel browser o installato sul proprio computer.
Alla seconda categoria appartengono programmi come Microsoft Visio, che è in grado di disegnare diagrammi statici inclusi diagrammi a blocchi, organigrammi, mappe, piani o flussi di lavoro e MindManager, utile sia per la creazione e la fruizione di vari tipi di mappe digitali, sia per l'integrazione tra le mappe mentali e vari altri ambienti di lavoro (office automation, project management, decision taking)

#### WikiMindMap
WikiMindMap è un programma gratuito per la didattica, sviluppato dal Consiglio Nazionale delle Ricerche. Esso consente la creazione di mappe mentali navigabili che si possono salvare in un formato compatibile con Freemind e Freeplane. Le mappe sono generate a partire dall'indice degli articoli pubblicati con un qualsiasi wiki. In particolare, è concepito e ottimizzato per Wikipedia.
Wiki2map.org è un sito che ha raccolto l'eredità di WikiMindMap, sviluppato in HTML5 e finanziato da Wikimedia Svizzera. Wiki2map.org funziona quindi su tutti i dispositivi e con alcuni browser offre anche la lettura a voce del testo. 
La riorganizzazione in mappa mentale dei contenuti delle pagine wiki permette di facilitare lo studio a chi si trova in difficoltà di lettura. Wiki2map è particolarmente utile per la lettura delle lezioni su Wikiversità, soprattutto per la sezione scuola media e primaria. Per il suo miglior funzionamento richiede che la pagine da restituire sotto forma di mappa siano formattate il più possibilmente in modo corretto.

## Utilizzo
Le mappe mentali fanno leva soprattutto sulle capacità creative personali e di gruppo, sulle risorse mentali inconsce, sulle sinestesie create con colori e immagini, sui processi che spontaneamente ristrutturano le informazioni e che ogni volta lasciano aperta più di una chiave interpretativa. Per queste ragioni le mappe mentali sono particolarmente efficaci come strumenti di annotazione e di apprendimento, come supporto all'elaborazione del pensiero e alla creatività, come ausilio nell'orientamento personale e nella costituzione di gruppi di lavoro. Sono invece meno efficaci nella rappresentazione della conoscenza, dove l'evocatività della mappa mentale induce una minore efficacia comunicativa e maggiori margini di ambiguità.
Una mappa mentale può costituire il punto di partenza di un processo creativo, che porta alla realizzazione di materiali diversi per natura e per formato di rappresentazione. È il caso di un brainstorming di gruppo che, supportato da una mappa mentale, prelude alla definizione di obiettivi strategici, alla formulazione di un progetto, alla scrittura di documentazione testuale. Un esempio di questo passaggio è la derivazione dalla mappa mentale di un outline (detto anche scaletta gerarchica), che permette di trasformare la struttura a raggera in una sequenza articolata e ordinata per livelli gerarchici.